# Nogat (województwo kujawsko-pomorskie)
Nogat (dawniej niem. Nogath, Nogathen, Nogoten) – wieś w Polsce położona w województwie kujawsko-pomorskim, w powiecie grudziądzkim, w gminie Łasin nad jeziorem Nogat.

## Podział administracyjny
W latach 1975–1998 miejscowość położona była w województwie toruńskim.

## Demografia
Według Narodowego Spisu Powszechnego (III 2011 r.) wieś liczyła 145 mieszkańców. Jest szesnastą co do wielkości miejscowością gminy Łasin.

## Historia
Nogat to miejsce, do którego dotarł w 1015 roku wraz ze swoimi wojami Bolesław Chrobry. W dokumentach z 1306 r. występuje jako Nogath, Nogathen, Nogoten. W 1306 r. mistrz krajowy Konrad Sack nadal na prawie chełmińskim 12 łanów w Nogacie rycerzowi Franciszkowi wraz z rybołówstwem w jeziorze Szynwałd. 
W dziejach wsi, dobrze udokumentowanych, właściciele ziemscy zmieniali się dość często. Warto wspomnieć rok 1526, kiedy to król Zygmunt I Stary wystawia przywilej na dobra nogackie dla kanoników tamtejszej kaplicy. Następnie Nogat był w posiadaniu Jerzego i Prokopa Pieczewskich. W XVIII wieku wieś należała do rodziny Kczewskich. W 1774 r. Franciszek Kczewski sprzedał włości nogackie Aleksandrowi Nostitz-Jackowskiemu za 42 500 florenów. Od Jackowskiego kilka lat później majątek przejął Ignacy Kalkstein. W skład dóbr weszły jeziora Nogat i Kuchnia, las iglasty i bukowy, karczma, kaplica, pustkowie Jędrzejowo i folwark Boże Pole. 
Około 1800 r. Kalksteinowie wybudowali murowany, klasycystyczny dwór. W XIX wieku, około 1850 r., majątkiem włada hrabina Trembecka. Od 1875 r. P. Holman, a od 1890 r. liczące 840 ha dobra przechodzą w ręce Otto Wunderlicha. W 1902 r. ziemię kupuje Pruska Komisja Kolonizacyjna i dzieli ją wśród 40 osadników niemieckich. Dwór, park i resztówkę kupił A. Jesert. W latach 1919–1927 dwór i 152 ha ziemi należą do Józefa Kobieli. Własność tę posiadali jeszcze B. Górski oraz A. Pleglau. W czasie okupacji we dworze mieszkał Niemiec o nazwisku Redkowski. We dwór urodził się dr. Curt Schimmelbusch.
W okresie międzywojennym w miejscowości stacjonowała placówka Straży Celnej „Nogat” a następnie placówka Straży Granicznej I linii „Nogat”.

## Zabytki
Według rejestru zabytków NID na listę zabytków wpisany jest zespół pałacowy z połowy XIX w., nr rej.: 592 z 14.12.1989:
- pałac, ok. 1800
- park, połowa XIX w., XX w.
- pozostałości folwarku:
  - kuźnia
  - obora
  - ekonomówka, ok. 1900-1910.

Dwór jest obecnie modernizowany. Przy nim znajduje się około 620–letni (w roku 2016) dąb Chrobry o obwodzie niemal 900 cm, należący do największych drzew tego gatunku w Polsce. 

## Współczesność
Przy jeziorze Nogat powstają wciąż nowe domki letniskowe, podwyższające walory rekreacyjno-turystyczne miejscowości.